# U Puppis
U Puppis är en pulserande variabel av Mira Ceti-typ (M) i stjärnbilden Akterskeppet. 
Stjärnan varierar mellan visuell magnitud +8,3 och 15,0 med en period av 318,44 dygn.